# Satolas-et-Bonce
Satolas-et-Bonce település Franciaországban, Isère megyében. Lakosainak száma 2540 fő (2022. január 1.). Satolas-et-Bonce Chamagnieu, Grenay, Saint-Quentin-Fallavier, Saint-Laurent-de-Mure és Colombier-Saugnieu községekkel határos.

## Népesség
A település népessége az elmúlt években az alábbi módon változott:
| Lakosok száma | 718  | 880  | 1365 | 1941 | 2266 | 2360 | 2419 | 2487 | 2500 | 2540 |
|               | 1968 | 1982 | 1990 | 2006 | 2013 | 2015 | 2017 | 2019 | 2020 | 2022 |